# Phenylisothiocyanat
Phenylisothiocyanat (PITC) ist eine chemische Verbindung, die als Reagenz für die chemische Analytik (Edman-Reagenz) und die organische Synthesechemie verwendet wird. Der andere Name Phenylsenföl ist auf die Verwandtschaft mit dem Geschmacksträger des Senfs, dem Allylisothiocyanat (CH2=CH–CH2N=C=S), zurückzuführen.

## Vorkommen
Neben dem Hauptbestandteil Allylisothiocyanat enthält das Senföl des Braunen Senfs auch Phenylisothiocyanat.

## Darstellung
Anilin reagiert mit Kohlenstoffdisulfid in Ethanol und fein verteiltem Kaliumhydroxid als Katalysator zu Diphenylthioharnstoff. Diese Reaktion verläuft vermutlich über die Zwischenprodukte Phenyldithiocarbaminsäure und Phenylisothiocyanat unter Abspaltung von Schwefelwasserstoff. Aus dem gebildeten Diphenylthioharnstoff wird im nächsten Schritt bei der Einwirkung von Säuren unter Abspaltung von Anilin Phenylisothiocyanat gebildet:
Eine weitere Methode zur Darstellung von Phenylisothiocyanat geht ebenfalls von Anilin und Kohlenstoffdisulfid in konzentrierter Ammoniak-Lösung aus. Das als Zwischenprodukt isolierte Salz Ammoniumphenyldithiocarbamat wird mit Bleinitrat in Phenylisothiocyanat überführt:

## Eigenschaften
Phenylisothiocyanat ist eine farblose bis gelbliche Flüssigkeit von beißendem, senfartigem Geruch, die die Augen zu Tränen reizt. Bei Normaldruck siedet die Verbindung bei 221 °C. Die Dampfdruckfunktion ergibt sich nach Antoine entsprechend
{\displaystyle \log _{10}\left(P(T)/{\text{bar}}\right)\;=\;A-{\frac {B}{T+C}}\qquad {\text{mit}}\qquad {\begin{cases}A=4{,}44210\\B=1930{,}513~{\textrm {K}}\\C=-58{,}467~{\textrm {K}}\end{cases}}}
im Temperaturbereich von 320 K bis 491 K.
Die Verbindung reagiert heftig mit Alkoholen, Aminen, Säuren, Basen, Wasser und Oxidationsmitteln.

## Verwendung
Es wird als Laufmittel in der Umkehrphasen-Hochleistungsflüssigkeitschromatographie zur Analyse von sekundären Aminen eingesetzt und in der Synthesechemie als Reagenz im Edman-Abbau verwendet und daher „Edman-Reagenz“ genannt.